# Rodolfo Nin Novoa
Rodolfo Nin Novoa (Montevideo, 25 de gener de 1948) és un tècnic agropecuari i un polític uruguaià, vicepresident de la República entre l'1 de març de 2005 i l'1 de març del 2010. Rodolfo Nin és el més gran d'un total de cinc germans i es va casar per segona vegada amb Patricia Damiani. Té tres fills, una filla i una neta. En la seva infantesa va cursar tota l'escola i l'institut al Col·legi Seminari i el 1969 es va graduar en Tècnica Agropecuària a l'escola tècnica de Sarandí Grande, al departament de Florida.

## Política
L'any 1970 Nin es va traslladar al departament de Cerro Largo, on va tenir una activa participació gremial dins del sector agropecuari; entre els anys 1982-1985 va ocupar la presidència de la Societat Agropecuària de Cerro Largo i va ser conseller de la Federació Rural de l'Uruguai.
Quan va tornar la democràcia a l'Uruguai va ser elegit convencional pel Partit Nacional del departament de Cerro Largo durant les primàries de 1982. El 1984 és elegit intendent de Cerro Largo pel Partit Nacional, Movimiento Nacional de Rocha, pel període 1985-1990. Va ser reelegit el 1989 per al període 1990-1995, sent a més elegit senador per al mateix període (encara que sense ocupar la banca). Va integrar el directori del Partit Nacional des de 1990 fins al 1992.
El 1994 va abandonar el Partit Nacional i va fundar, al costat d'altres polítics, l'Encontre Progressista-Front Ampli-Nova Majoria (Encuentro Progresista-Frente Amplio-Nueva Mayoría). Després de la victòria del partit d'esquerra Front Ampli, el 31 d'octubre de 2004, va ser elegit vicepresident de l'Uruguai.